# Jelača
Jelača (Servisch cyrillisch Јелача) is een plaats in de Servische gemeente Priboj. De plaats telt 254 inwoners (2002).